# Fairey Fantôme
Fairey Fantôme byl britsko-belgický jednomístný jednomotorový stíhací dvouplošník s pevným kapotovaným podvozkem a otevřeným kokpitem.

## Vývoj
V roce 1934 vypsalo belgické vojenské letectvo Aviation militaire konkurs na stíhací letoun s rychlostí přes 400 km/h ve 4000 m, stoupavostí 6 min do 5000 m a výzbrojí dvou synchronizovaných kulometů FN ráže 7,69 mm, posílenou kanónem Oerlikon ráže 20 mm v ose vrtule.
První studie zahájil belgický šéfkonstruktér Marcel Lobelle v mateřské továrně Fairey v Hayesu v Middlesexu, přičemž belgická pobočka Société anonyme belge des avions Fairey v Gosselies sloužila jako prostředník s velitelstvím belgického letectva. V tomto období byl nově vznikající letoun ve firmě Fairey nazýván „Single Seat Scout“, nebo „Hispano Scout“ podle uvažované pohonné dvanáctiválcové jednotky Hispano-Suiza 12Ycrs o vzletovém výkonu 632 kW. Během vývoje se rovněž zvažovalo koncepční řešení jednoplošníku, Lobellovy výpočty však prokázaly nárůst hmotnosti o 125 kg a horší stoupavost oproti dvouplošné koncepci.
Britské ministerstvo letectví rovněž uvažovalo již v počáteční fázi vývoje o zařazení letounu do výzbroje RAF, ovšem bez kanónové výzbroje. Lobelle proto vypracoval alternativní řešení se čtveřicí kulometů Browning FN ráže 7,7 mm, z nichž nová dvojice byla uložena ve spodním křídle. V dubnu 1935 objednalo britské ministerstvo letectví jeden prototyp pro zkušební účely.
Stavba celkem čtyř prototypů byla zahájena již koncem léta 1934 v Gosselies podle čerstvě dodávaných výkresů z Hayes. Sada stavebních dílů jednoho exempláře pak byla odeslána do Velké Británie, kde se z nich kompletoval a vybavoval první britský prototyp. Zkompletovaný stroj (F6) byl zalétán 19. června 1935 nadporučíkem Christopherem Stanilandem, kdy již nový letoun nesl označení Fairey Fantôme, jehož jméno naznačovalo primární ambice k belgické zakázce. Větší úpravu si vyžádalo pouze směrové kormidlo, jehož rohové odlehčení bylo odstraněno. Málo účinné vztlakové klapky byly demontovány.
Britský prototyp byl následně předveden na výstavě prototypů organizace britských výrobců letadel (SBAC), konané v Hendonu v roce 1935. Krátce po výstavě obdržel tento letoun imatrikulaci G-ADIF. 15. července již Staniland Fantôme předváděl v Belgii před vojenskou komisí v rámci konkursu, kterého se účastnil i král Leopold III. Při dalším předvádění o tři dny později však došlo k nehodě. Šéfpilot belgické pobočky Fairey S. H. G. T. Trower přešel během akrobatické exhibice do odvážné vývrtky, kterou se mu však nepodařilo vybrat. Po nárazu do země v troskách hořícího prototypu zemřel. Vyšetřovací komise, ustavená velitelem belgického letectva generálem Gillieauxem, vyhodnotila havárii jako důsledek vysokého přetížení na pilotův organismus během akrobacie. Letecká katastrofa před komisí však negativně ovlivnila názor na Fantôme a bylo tak zřejmé, že se v belgickém letectvu stroj neprosadí.
Zbývající tři prototypy, dohotovené v prosinci 1935, byly proto po mírných úpravách firmou nabídnuty na trh jako Fairey Féroce. Dva z nich zakoupil  pro studijní účely Sovětský svaz. V únoru 1936 byly zprostředkovatelskou firmou Arcos Ltd. v bednách dopraveny do Moskvy. Oba stroje se pak dostaly v rámci sovětských dodávek do výzbroje španělského republikánského letectva.
I když jednání o dodávkách letounů do Turecka skončily neúspěšně, zájem britského ministerstva letectví o Féroce nadále trval. Třetí stroj (L7045) byl proto Gosseliesem upraven podle britských požadavků a 10. listopadu 1937 Stanilandem přelétnut z Gosselies do Hayes. Po další řadě úprav byl předán zkušebnímu letišti ve Farnborough v prosinci 1937. Po čtrnácti dnech se vrátil do továrny, kde byl po dalších konstrukčních změnách dodán na zkušební základnu Martlesham Heath, kam nastoupil 17. ledna 1938. Letoun pak střídal tuto základnu s mateřskou továrnou v Hayes až do září 1939. Poté se objevil například na výcvikové základně pro odmořování terénu v Rollestone Camp ve Wiltshiru v roce 1940.

## Specifikace
Údaje dle

### Technické údaje
- Osádka: 1
- Rozpětí horního křídla: 10,52 m
- Rozpětí spodního křídla: 8,23 m
- Délka: 8,38 m
- Výška: 3,45 m
- Nosná plocha: 26,51 m²
- Hmotnost prázdného letounu: 1134 kg
- Vzletová hmotnost: 1869 kg
- Pohonná jednotka: 1 × dvanáctiválcový vidlicový motor Hispano-Suiza 12Ycrs
- Výkon pohonné jednotky: 690 kW (938 k)

### Výkony
- Maximální rychlost u země: 345 km/h
- Maximální rychlost v 3600 m: 406 km/h
- Maximální rychlost v 7000 m: 373 km/h
- Výstup na 4000: 5,7 min
- Dostup: 8298 m
- Dolet při 350 km/h: 700 km

### Výzbroj
- 1 × 20mm kanón Oerlikon
- 2 × 7,65mm kulomet Browning